# Jabal
Jabal – postać biblijna występująca w Księdze Rodzaju. Był synem Lameka i Ady oraz bratem Jubala. Według Księgi Rodzaju był praojcem wszystkich ludzi mieszkających pod namiotami i pasterzy.